# 汐見橋駅
汐見橋駅（しおみばしえき）は、大阪府大阪市浪速区桜川三丁目にある、南海電気鉄道高野線（汐見橋線）の駅。駅番号はNK06-5。南海電鉄では最も北に位置する駅である。

## 歴史

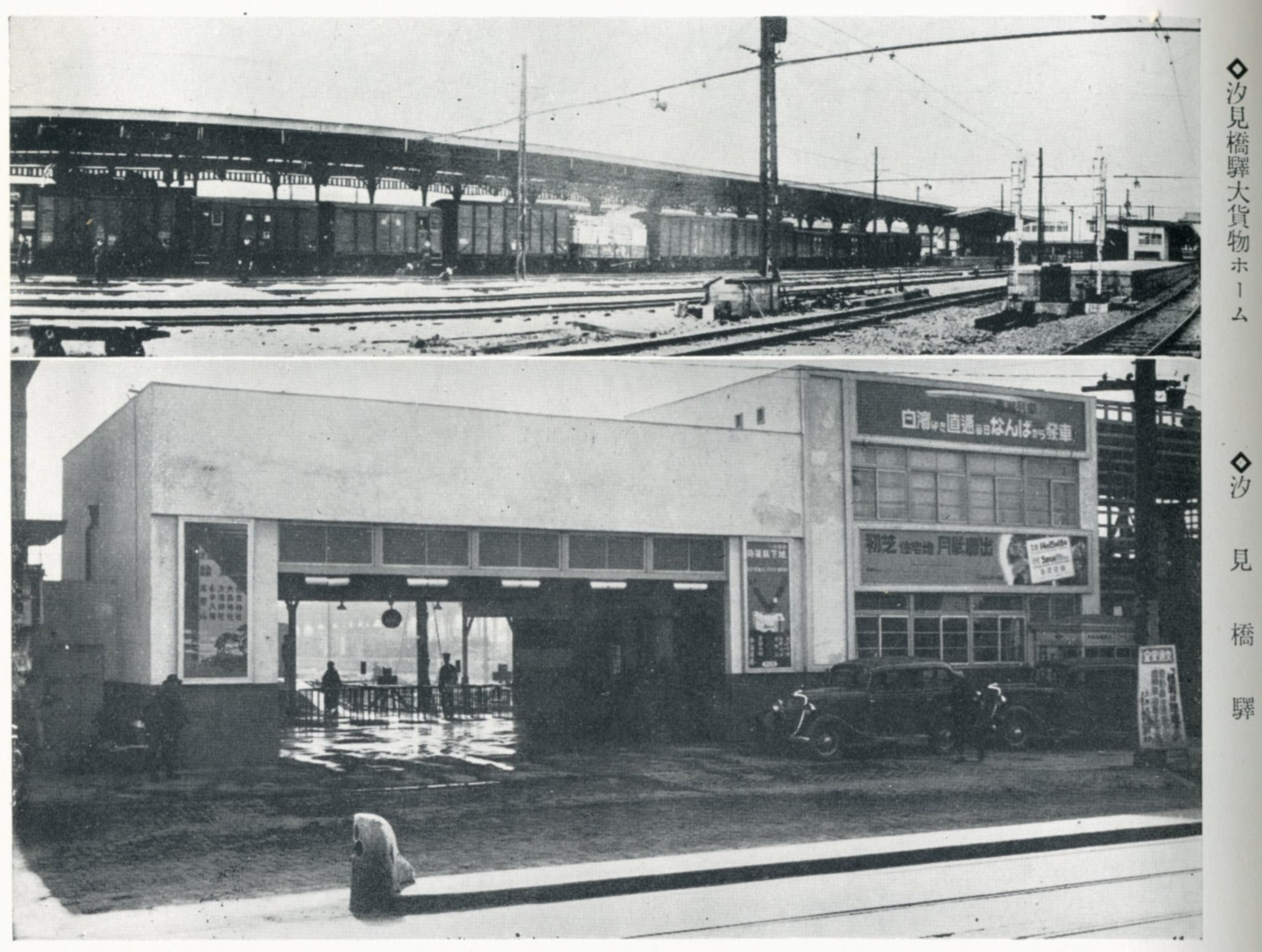
1935年頃の駅舎と貨物ホーム
「南海鉄道発達史」（1938年）より

- 1900年（明治33年）9月3日：高野鉄道が大小路駅（現・堺東駅）から延伸した際の終着駅にあたる道頓堀駅として開業。
- 1901年（明治34年）1月1日：汐見橋駅に改称。
- 1907年（明治40年）11月15日：会社合併により高野登山鉄道の駅となる。
- 1915年（大正4年）4月30日：社名変更により大阪高野鉄道の駅となる。
- 1922年（大正11年）9月6日：会社合併により南海鉄道の駅となる。
- 1944年（昭和19年）6月1日：会社合併により近畿日本鉄道の駅となる。
- 1945年（昭和20年）3月17日：空襲により被害を受ける[1]。
- 1947年（昭和22年）6月1日：路線譲渡により南海電気鉄道の駅となる。
- 1949年（昭和24年）6月：戦災復旧工事（当駅貨物ヤード関係その他）竣工。
- 1956年（昭和31年）11月16日：駅舎改築完成[1]。
- 2020年（令和2年）10月4日：駅舎外側に壁面アート完成[2]。

## 駅構造
頭端式（島式）1面2線のホームを持つ地上駅である。ホームは2番線まであるが、大半の列車は1番線を使用する。かつては貨物専用ヤードも併設していた。
高野線の正式な起点であり、1985年に大阪市の都市立体交差事業が行われる以前は、岸ノ里駅（現・岸里玉出駅）以南と直通していたため、当駅から高野線本線との一部区間運転列車が存在していたが、立体交差事業の実施後は線路が分断されたため直接高野線本線に乗り入れることが不可能となり、当駅からは岸里玉出駅までの区間列車のみが運転されることとなった。
駅舎はホームの北端に接している。自動改札機はあるが、自動精算機はないため、精算が必要な時は駅員に申し出なければならない。コンコース中央に出札口が残されているが、現在は封鎖されている。駅名標も駅番号をシールで追記したのみで旧来の手書きで書かれたスタイルが長い間残されていたが、2016年7月現在は駅番号入り（次駅の芦原町駅の番号も表記）で中国語・韓国語併記の現行デザインに更新されている（ラインカラーは高野線の緑色）。
駅舎内の改札上部の壁にはかつて昭和30年代当時の「南海沿線観光案内図」が掲示されていたが、劣化が進み一部剥落するなどしたため（下の写真参照）、2016年に案内図を撤去。その後2021年に撤去された観光案内図をモチーフにした新たな観光案内図が設置された。
2020年9月24日から駅舎外観に「1900年代頃の賑わいあふれる汐見橋駅」というテーマで壁面アートが制作され、10月4日に完成した。

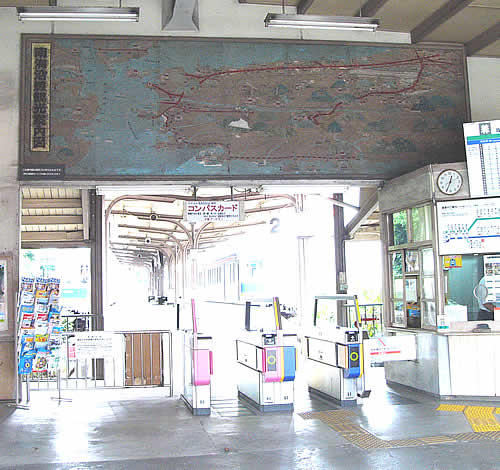
改札付近（2005年8月12日）
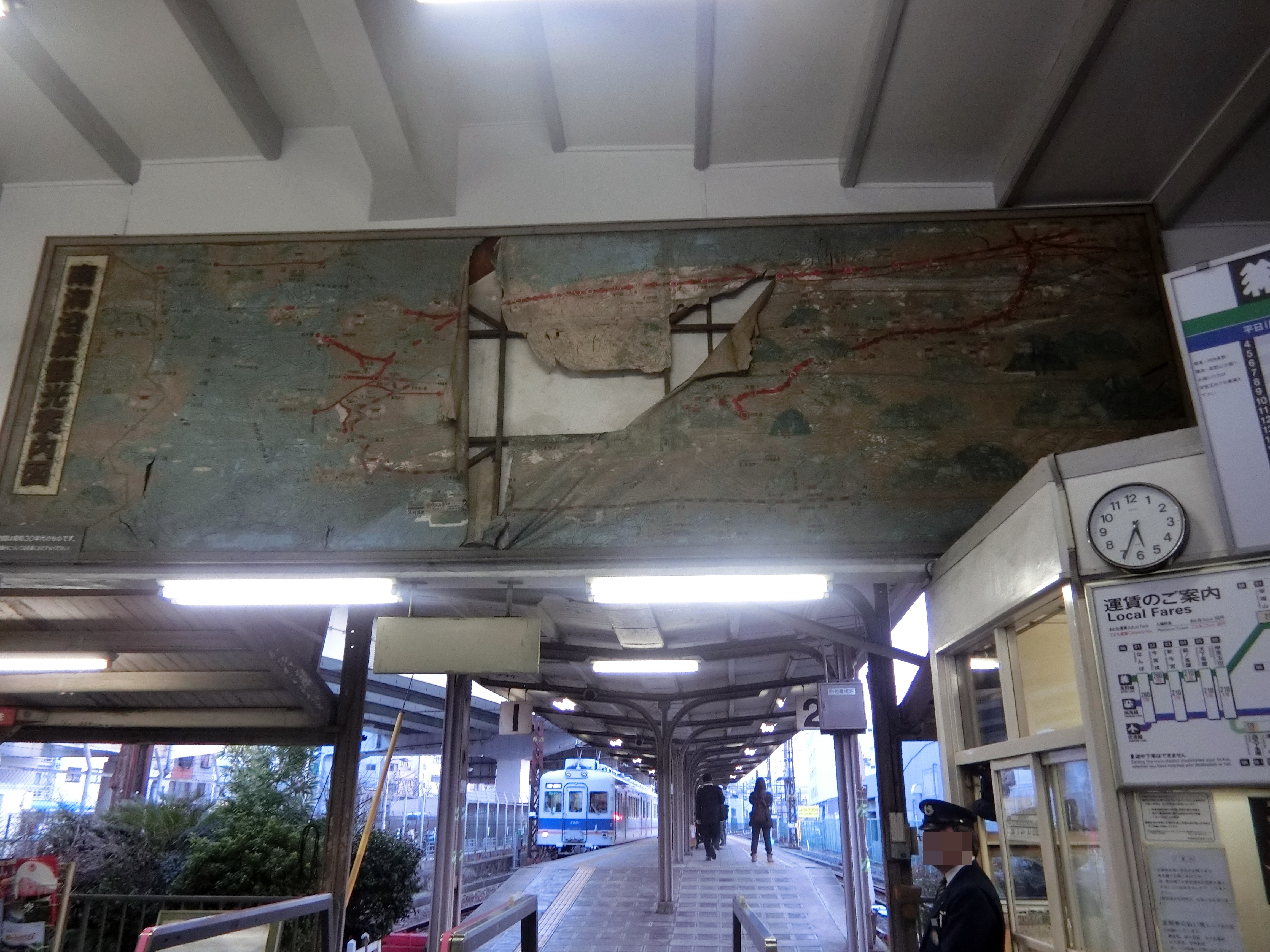
南海沿線（旧）観光案内図（2016年2月26日）。撮影日の4日後に撤去された。

トイレは改札内にある。長らく男女共用の和式便器が設置されていたが、2021年4月にリニューアルされ男女別・洋式便座となった。
1993年（平成5年）4月18日から1995年（平成7年）8月24日までは、岸里玉出駅の高野線側の高架化工事により、レールがどの路線とも接続していなかった。そのため、この間は2番線に検修設備を置き、暫定的な車庫として使用していた。
新大阪駅とJR難波駅・南海新今宮駅を結ぶ路線として計画中（2019年9月現在）のなにわ筋線は、当初の構想では南海については新今宮駅ではなく当駅に接続するとされていた。それによると、汐見橋線の木津川駅 - 当駅間が地下化され、当駅の北方で東に曲がってなにわ筋の地下へ至ることになっていた。新今宮接続との決定がなされたことにより、当駅のみならず汐見橋線自体の存続が危ぶまれている状況である。2019年8月13日付『日本経済新聞』には、「今のところ汐見橋線の廃止の計画はない」という南海側のコメントが寄せられており、沿線活性化の試みも始められている。

### のりば
| のりば | 路線               | 行先         | 備考                    |
| ------ | ------------------ | ------------ | ----------------------- |
| 1・2   | 高野線（汐見橋線） | 岸里玉出方面 | 通常は1番のりばから発車 |

- 夜間滞泊は行われていない。

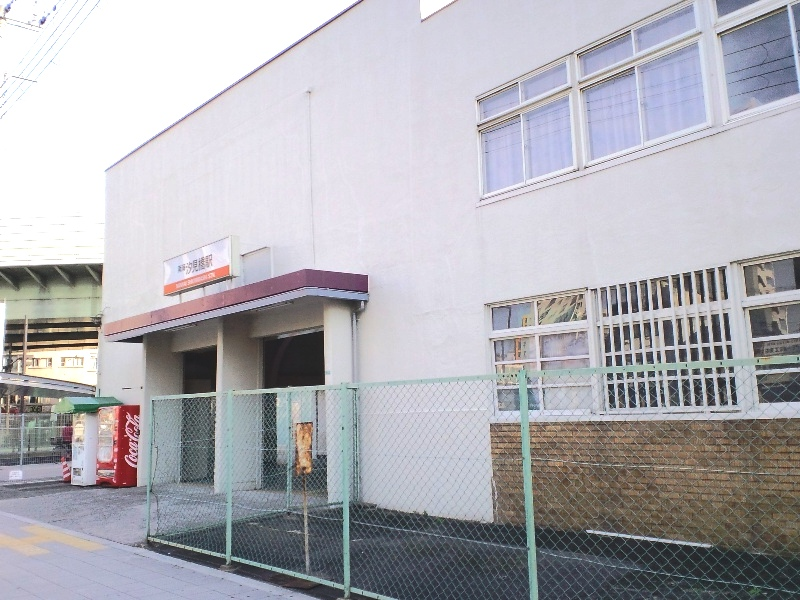
リニューアル後の駅舎（2013年11月）
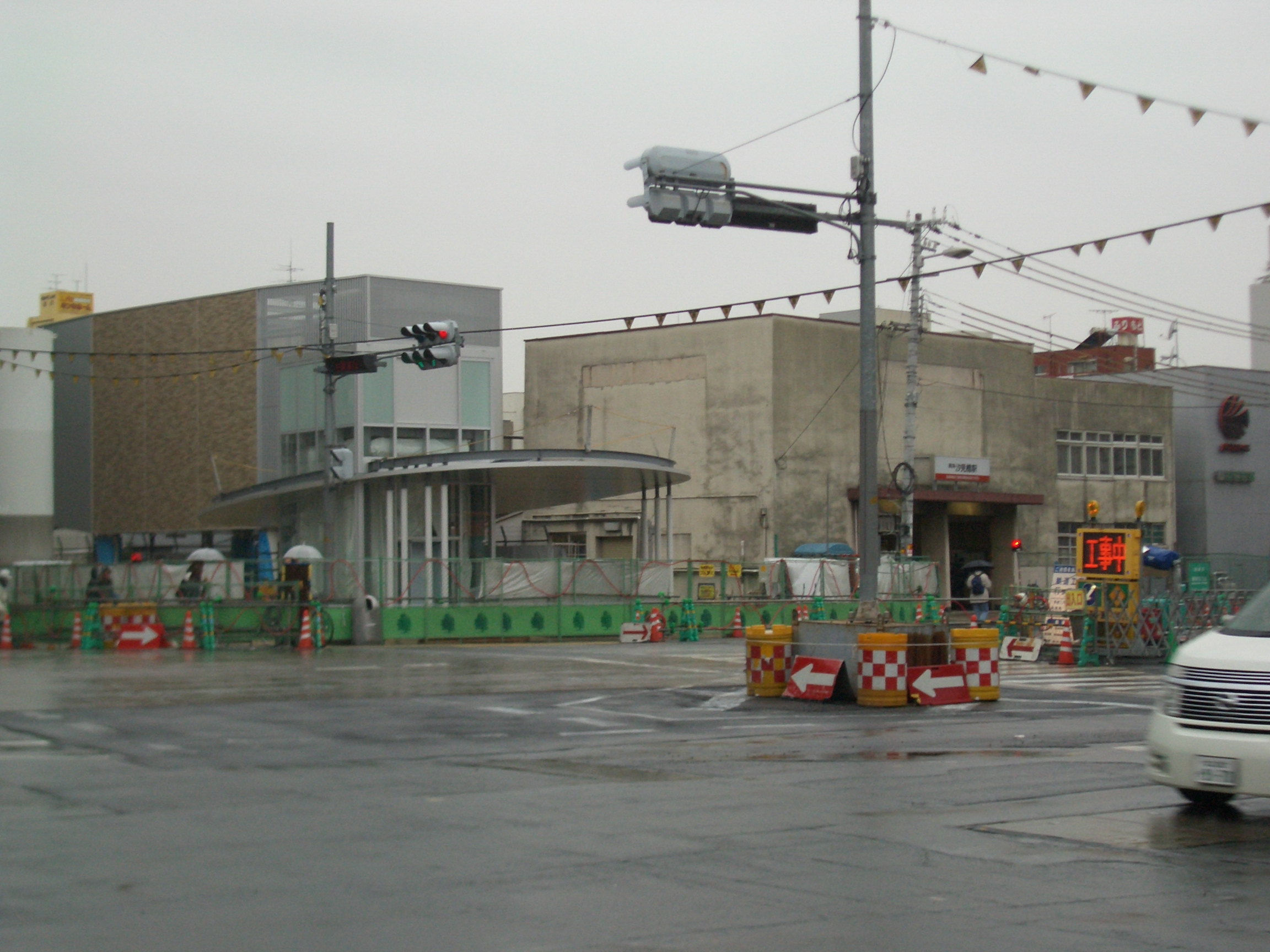
右が南海汐見橋駅 左は建設中（現在は完成）の阪神桜川駅 （2009年2月22日）
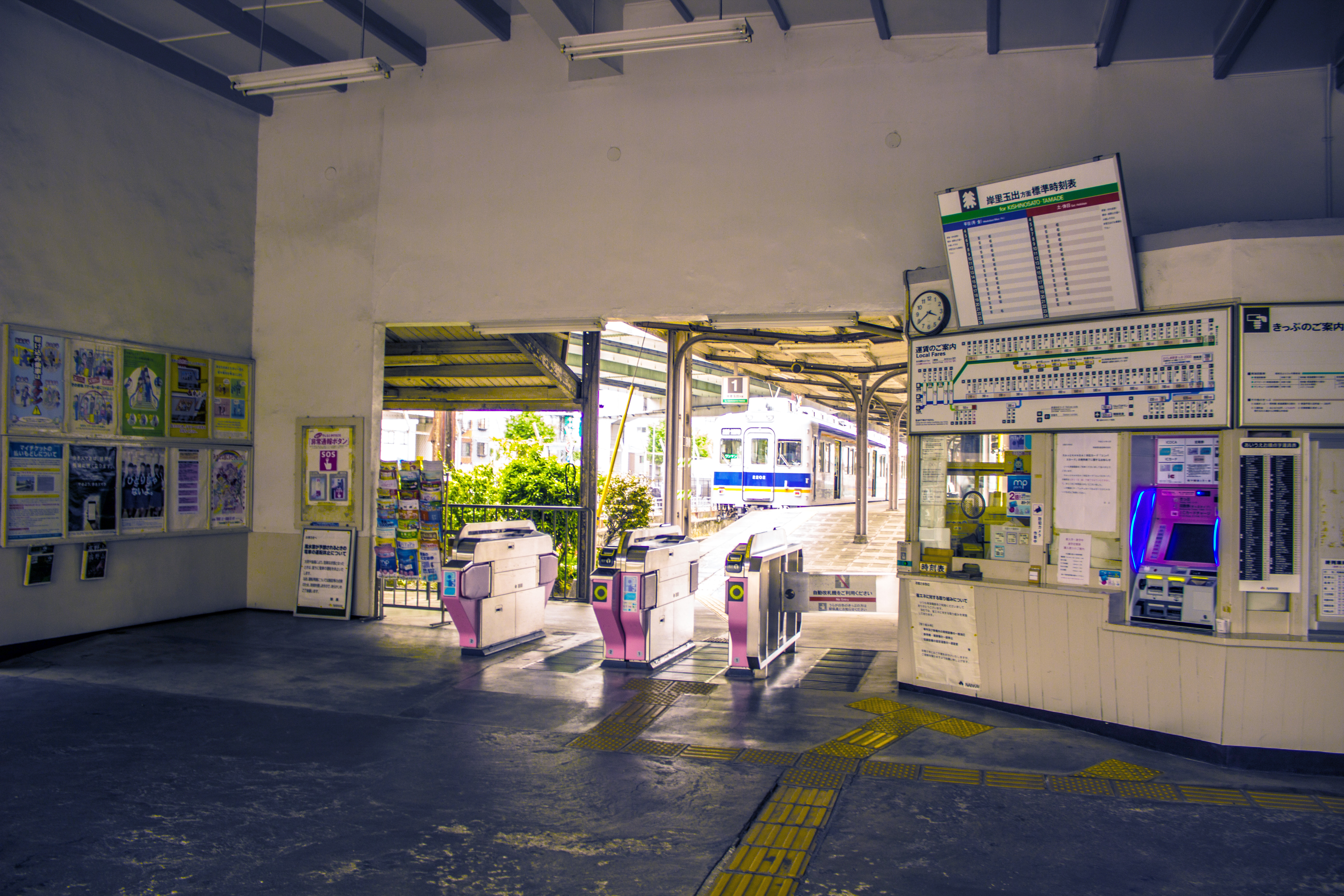
駅舎内部 （2017年5月12日）
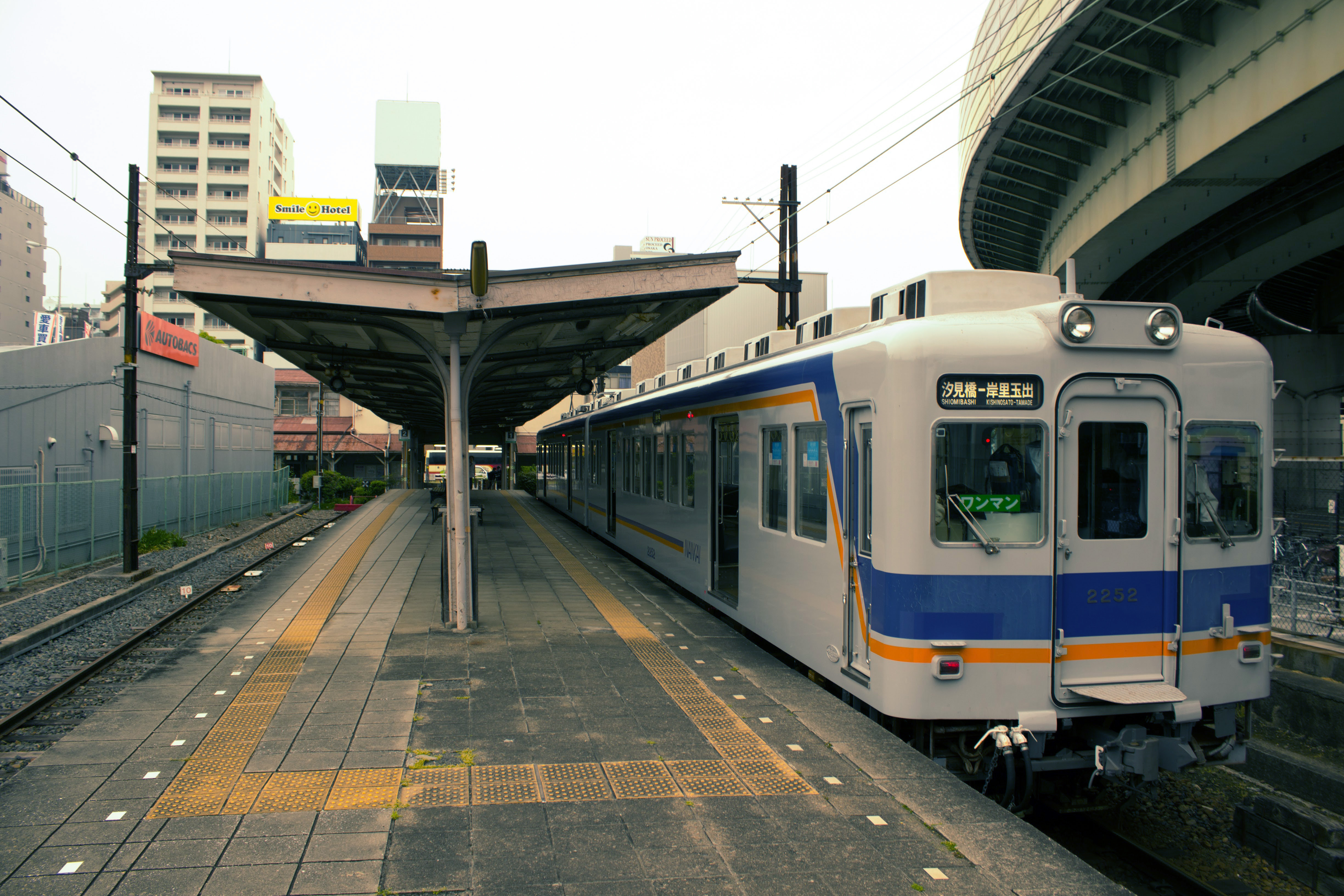
汐見橋駅ホームと2202F (2017年5月12日)

## 利用状況
2023年（令和5年）次の1日平均乗降人員は689人（乗車人員：348人、降車人員：341人）である。汐見橋線の駅（岸里玉出駅含む）としては6駅中3位である。
大都市の駅としては極めて少ないが、2009年（平成21年）3月20日の阪神なんば線の開業後、桜川駅と隣接する当駅の利用客数が24％も増加しており、現在は汐見橋線と阪神なんば線との乗り換え客の利用が中心となっている。
近年の1日利用状況推移は下記のとおり。
| 年次               | 1日平均 乗降人員 | 1日平均 乗車人員 | 出典          |
| ------------------ | ---------------- | ---------------- | ------------- |
| 1985年（昭和60年） | 1,071            |                  |               |
| 1990年（平成02年） | 789              | 362              | [ 大阪府 1 ]  |
| 1991年（平成03年） | 750              | 344              | [ 大阪府 2 ]  |
| 1992年（平成04年） | 662              | 299              | [ 大阪府 3 ]  |
| 1993年（平成05年） | 659              | 301              | [ 大阪府 4 ]  |
| 1994年（平成06年） | 639              | 289              | [ 大阪府 5 ]  |
| 1995年（平成07年） | 623              | 284              | [ 大阪府 6 ]  |
| 1996年（平成08年） | 644              | 302              | [ 大阪府 7 ]  |
| 1997年（平成09年） | 642              | 315              | [ 大阪府 8 ]  |
| 1998年（平成10年） | 596              | 290              | [ 大阪府 9 ]  |
| 1999年（平成11年） | 568              | 287              | [ 大阪府 10 ] |
| 2000年（平成12年） | 520              | 266              | [ 大阪府 11 ] |
| 2001年（平成13年） | 474              | 242              | [ 大阪府 12 ] |
| 2002年（平成14年） | 458              | 240              | [ 大阪府 13 ] |
| 2003年（平成15年） | 419              | 219              | [ 大阪府 14 ] |
| 2004年（平成16年） | 381              | 199              | [ 大阪府 15 ] |
| 2005年（平成17年） | 359              | 188              | [ 大阪府 16 ] |
| 2006年（平成18年） | 330              | 175              | [ 大阪府 17 ] |
| 2007年（平成19年） | 347              | 182              | [ 大阪府 18 ] |
| 2008年（平成20年） | 364              | 196              | [ 大阪府 19 ] |
| 2009年（平成21年） | 420              | 232              | [ 大阪府 20 ] |
| 2010年（平成22年） | 444              | 245              | [ 大阪府 21 ] |
| 2011年（平成23年） | 471              | 259              | [ 大阪府 22 ] |
| 2012年（平成24年） | 495              | 271              | [ 大阪府 23 ] |
| 2013年（平成25年） | 514              | 282              | [ 大阪府 24 ] |
| 2014年（平成26年） | 539              | 287              | [ 大阪府 25 ] |
| 2015年（平成27年） | 576              | 312              | [ 大阪府 26 ] |
| 2016年（平成28年） | 575              | 305              | [ 大阪府 27 ] |
| 2017年（平成29年） | 602              | 310              | [ 大阪府 28 ] |
| 2018年（平成30年） | 621              | 318              | [ 大阪府 29 ] |
| 2019年（令和元年） | 646              | 329              | [ 大阪府 30 ] |
| 2020年（令和2年）  | 575              | 294              | [ 大阪府 31 ] |
| 2021年（令和3年）  | 577              | 294              | [ 大阪府 32 ] |
| 2022年（令和4年）  | 647              | 328              | [ 大阪府 33 ] |
| 2023年（令和5年）  | 689              | 348              | [ 大阪府 34 ] |

## 駅周辺
駅前の汐見橋交差点で新なにわ筋と千日前通が交差している。
- 阪神電気鉄道阪神なんば線 桜川駅
  - 駅の東隣に1番出入口があり、エスカレーターとエレベーターが設置された。汐見橋交差点四方にも出入口がある。以前は汐見橋交差点に横断歩道橋が設置されていたが、阪神なんば線の建設工事開始時に撤去されている。ちなみに、計画段階での仮称は「汐見橋」であった。2024年9月現在、ICカード（ICOCA、PiTaPa）による連絡定期券の接続駅の取扱[9]および連絡運輸は行われていない。
- Osaka Metro千日前線 桜川駅
  - 駅を出て右方向（東方）へ100メートルほど進んだ桜川交差点が駅の出入口だが、阪神線の桜川駅を経由しての地下連絡通路でも移動が可能である。これによって両駅相互間の行き来に新なにわ筋を横断する煩わしさはようやく解消された。2024年9月現在、ICカード（ICOCA、PiTaPa）による連絡定期券の接続駅の取扱および連絡運輸は行われていない。
- OCAT（JR西日本大和路線 JR難波駅） - 当駅東方約900m。徒歩13分程度。
- 阪神高速道路15号堺線
- 浪速桜川郵便局
- 京セラドーム大阪 - 当駅西方。または阪神なんば線でドーム前駅下車。
- 大阪市立中央図書館 - 当駅北方。または千日前線で西長堀駅下車。
- 道頓堀川（西道頓堀川）
  - 駅名の由来になった汐見橋が架かり、新なにわ筋（大阪府道29号大阪臨海線）が通っている。現在の橋は1964年（昭和39年）に架け替えられたもの。開業時は「道頓堀駅」と称したが、江戸時代から道頓堀が島之内の対岸にあたる繁華街を指すことが一般的だったこともあり、翌年には汐見橋駅に改称している。当駅と道頓堀川の間には桜川（埋立、現在の千日前通）も流れていた。

### バス路線
最寄停留所は幸町三丁目および地下鉄桜川となる。以下の路線が乗り入れ、大阪シティバスにより運行されている。
幸町三丁目
- 60号系統：なんば行 / 天保山行
- 71号系統：なんば行 / 鶴町四丁目行
- 87号系統：なんば行 / 鶴町四丁目行

地下鉄桜川

## 隣の駅
南海電気鉄道
 高野線（汐見橋線）
汐見橋駅 (NK06-5) - 芦原町駅 (NK06-4)
- 括弧内は駅番号を示す。

### 利用状況
大阪府統計年鑑
1. ↑  大阪府統計年鑑（平成3年） (PDF)
2. ↑  大阪府統計年鑑（平成4年） (PDF)
3. ↑  大阪府統計年鑑（平成5年） (PDF)
4. ↑  大阪府統計年鑑（平成6年） (PDF)
5. ↑  大阪府統計年鑑（平成7年） (PDF)
6. ↑  大阪府統計年鑑（平成8年） (PDF)
7. ↑  大阪府統計年鑑（平成9年） (PDF)
8. ↑  大阪府統計年鑑（平成10年） (PDF)
9. ↑  大阪府統計年鑑（平成11年） (PDF)
10. ↑  大阪府統計年鑑（平成12年） (PDF)
11. ↑  大阪府統計年鑑（平成13年） (PDF)
12. ↑  大阪府統計年鑑（平成14年） (PDF)
13. ↑  大阪府統計年鑑（平成15年） (PDF)
14. ↑  大阪府統計年鑑（平成16年） (PDF)
15. ↑  大阪府統計年鑑（平成17年） (PDF)
16. ↑  大阪府統計年鑑（平成18年） (PDF)
17. ↑  大阪府統計年鑑（平成19年） (PDF)
18. ↑  大阪府統計年鑑（平成20年） (PDF)
19. ↑  大阪府統計年鑑（平成21年） (PDF)
20. ↑  大阪府統計年鑑（平成22年） (PDF)
21. ↑  大阪府統計年鑑（平成23年） (PDF)
22. ↑  大阪府統計年鑑（平成24年） (PDF)
23. ↑  大阪府統計年鑑（平成25年） (PDF)
24. ↑  大阪府統計年鑑（平成26年） (PDF)
25. ↑  大阪府統計年鑑（平成27年） (PDF)
26. ↑  大阪府統計年鑑（平成28年） (PDF)
27. ↑  大阪府統計年鑑（平成29年） (PDF)
28. ↑  大阪府統計年鑑（平成30年） (PDF)
29. ↑  大阪府統計年鑑（令和元年） (PDF)
30. ↑  大阪府統計年鑑（令和2年） (PDF)
31. ↑  大阪府統計年鑑（令和3年） (PDF)
32. ↑  大阪府統計年鑑（令和4年） (PDF)
33. ↑  大阪府統計年鑑（令和5年） (PDF)
34. ↑  大阪府統計年鑑（令和6年） (PDF)